# Santander Bank Polska
Santander Bank Polska (voorheen Bank Zachodni WBK of afgekort BZ WBK) is een Poolse bank en behoort sinds 2011 tot de Spaanse Santander groep.
Deze bank ontstond in juni 2001 door de fusie van Bank Zachodni SA en Wielkopolski Bank Kredytowy SA. Dit bedrijf komt in de Poolse beursindex WIG 30 voor. Later wijzigde de naam naar de huidige.